# ティレル・018
ティレル・018 (Tyrrell 018) は、ハーベイ・ポスルスウェイトを責任者として設計されたF1マシンで、1989年シーズンから1990年シーズンにかけてティレルチームが使用した。

## 概要
1988年シーズンに使用した017の後継モデルとして、前作からの共通部品のない完全な新型として設計された。前年にフェラーリから移籍していたポスルスウェイトと、新たに移籍してきた空力専門家のミジョーによりこの5年苦戦してきたティレルにとって久々となる戦闘力を持つマシンとなった。
018にはフロントサスペンションにモノショックが採用され、ショックアブソーバーとスプリングを左右間で共有した。ショックアブソーバーとスプリングはコクピットの前方の、モノコック中央上面に沿うように配置され、ショックアブソーバーはリンクを用いて左右のプッシュロッドと接続された。モノショックのフロントサスペンションは、1990年以後、ジョーダン、レイトンハウス（マーチ）など複数のチームがコピーして採用した。マクラーレンやフェラーリなどのトップチームも翌年以後に左右のショックアブソーバーを接続してモノショックと同様の効果を持たせたフロントサスペンションを導入するなど、この設計思想はF1界に影響を与えた。
設計責任者のポスルスウェイトが「息子に修理を頼まれた田宮のラジコンカーのサスペンションを見ていて、このモノショックを思い付いた」と田宮模型社長の田宮俊作に話をしたことがあると田宮が自著に記している。
018ではミジョーの空力思想により、フロントウイングとノーズ底面が若干持ち上げられていた。翌年の019では更に大きくノーズが持ち上げられ、アンヘドラルウイングが導入されることになる。
エンジンはフォード・コスワース・DFRを使用した。
第2戦サンマリノGPでミケーレ・アルボレート用の1台が初めて実戦投入。シェイクダウン直後であることが影響しアンダーステアがひどく、アルボレートが予選通過に失敗。旧型・017で予選を走ったジョナサン・パーマーのみが予選通過となったため、決勝レースではパーマーが018を使用した。続くモナコGPで2台目のマシンが持ち込まれ、両ドライバーが揃って018を使用するようになった。第7戦のフランスGPからは大口スポンサーとしてキャメル（R.J.レイノルズ社）がついたが、アルボレートは競合タバコ企業であるマールボロのスポンサードを受けていたためにチームを離脱、後任にはキャメルが国際F3000選手権でスポンサードするエディ・ジョーダン・レーシングから、選手権首位のジャン・アレジが起用された。新人のアレジはフランスGPとスペインGPで4位に入賞し、イタリアGPでも5位でポイントを獲得するなどパーマーを上回る好成績を挙げた。なお、アレジはF3000にも並行して継続参戦し、F1よりもF3000を優先したため、ベルギーGPとポルトガルGPはスケジュールの競合により欠場。アレジの代役としてジョニー・ハーバートが018をドライブした。018によりティレルはコンストラクターズ・ランキング5位でシーズンを終了し、チームの1980年代最高順位を記録した。
1990年シーズンは、第2戦ブラジルGPまで018が出走し、ロータスから移籍した中嶋悟とチームに残留したアレジがドライブした。第3戦サンマリノGPには後継モデルの019が3台持ち込まれたが、このレースのスタート直後に中嶋がクラッシュして019の1台が大破したため、次戦モナコGPには018がスペアカーとして持ち込まれた。
1989年シーズンはグッドイヤータイヤを使用したが、1990年シーズンは開幕直前になってピレリタイヤに変更した。

## シャーシ履歴
018は5台が製造された。

## F1における全成績
ティレル・018は1989年シーズン、メキシコGPで3位（アルボレート）を最上位に、カナダGPではパーマーがウェットレースの中ファステスト・ラップを記録。1989年のコンストラクターズランキングで5位を獲得した。カスタマーエンジンを使用するチームの中では最上位だった。
1990年シーズンは、開幕戦のアメリカGPでアレジがスタート直後からトップを走り、アイルトン・セナと首位争いを繰り広げる好走を見せ、018のベストリザルトとなる2位に入賞した。このレースではもう1台の018に乗る中嶋悟も6位に入賞した。
(key) （太字はポールポジション）
| 年     | チーム               | エンジン        | タイヤ | No. | ドライバー   | 1   | 2   | 3   | 4   | 5   | 6   | 7   | 8   | 9   | 10  | 11  | 12  | 13  | 14  | 15  | 16  | ポイント | 順位 |
| ------ | -------------------- | --------------- | ------ | --- | ------------ | --- | --- | --- | --- | --- | --- | --- | --- | --- | --- | --- | --- | --- | --- | --- | --- | -------- | ---- |
| 1989年 | ティレル・レーシング | フォード DFR V8 | G      |     |              | BRA | SMR | MON | MEX | USA | CAN | FRA | GBR | GER | HUN | BEL | ITA | POR | ESP | JPN | AUS | 16       | 5位  |
| 1989年 | ティレル・レーシング | フォード DFR V8 | G      | 3   | パーマー     |     | 6   | 9   | Ret | 9   | Ret | 10  | Ret | Ret | 13  | 14  | Ret | 6   | 10  | Ret | DNQ | 16       | 5位  |
| 1989年 | ティレル・レーシング | フォード DFR V8 | G      | 4   | アルボレート |     | DNQ | 5   | 3   | Ret | Ret |     |     |     |     |     |     |     |     |     |     | 16       | 5位  |
| 1989年 | ティレル・レーシング | フォード DFR V8 | G      | 4   | アレジ       |     |     |     |     |     |     | 4   | Ret | 10  | 9   |     | 5   |     | 4   | Ret | Ret | 16       | 5位  |
| 1989年 | ティレル・レーシング | フォード DFR V8 | G      | 4   | ハーバート   |     |     |     |     |     |     |     |     |     |     | Ret |     | DNQ |     |     |     | 16       | 5位  |
| 1990年 | ティレル・レーシング | フォード DFR V8 | P      |     |              | USA | BRA | SMR | MON | CAN | MEX | FRA | GBR | GER | HUN | BEL | ITA | POR | ESP | JPN | AUS | 16*      | 5位  |
| 1990年 | ティレル・レーシング | フォード DFR V8 | P      | 3   | 中嶋         | 6   | 8   |     |     |     |     |     |     |     |     |     |     |     |     |     |     | 16*      | 5位  |
| 1990年 | ティレル・レーシング | フォード DFR V8 | P      | 4   | アレジ       | 2   | 7   |     |     |     |     |     |     |     |     |     |     |     |     |     |     | 16*      | 5位  |

* 1990年の16ポイントのうち9ポイントはティレル・019による。

## 無限エンジンテストカー
実戦を終えた018を日本の無限が1台購入し、F1レギュレーションに沿った仕様の無限3500ccV8エンジンを搭載し、テスト車両として使用された。日本でのテスト走行は無限のプライベートテストだったが、F1参戦以前のブリヂストンがタイヤ供給で協力し、当時全日本F3000選手権に参戦していたフォルカー・ヴァイドラーがテストドライバーとして018を運転した。